# Abilene (Kansas)
Abilene is een plaats (city) in de Amerikaanse staat Kansas, en valt bestuurlijk gezien onder Dickinson County.

## Demografie
Bij de volkstelling in 2000 werd het aantal inwoners vastgesteld op 6543.
In 2006 is het aantal inwoners door het United States Census Bureau geschat op 6444, een daling van 99 (-1,5%).

## Geografie
Volgens het United States Census Bureau beslaat de plaats een oppervlakte van 10,7 km², volledig land (geen water). Abilene ligt op ongeveer 352 meter boven zeeniveau.

## Plaatsen in de nabije omgeving
De onderstaande figuur toont nabijgelegen plaatsen in een straal van 28 km rond Abilene.

## Trivia
- Jack McCall beweerde dat hij Wild Bill Hickok vermoordde omdat Hickok in Abilene McCalls broer zou hebben vermoord. Na McCalls executie bleek dat hij nooit een broer heeft gehad.
- Dwight D. Eisenhower, de 34e president van de Verenigde Staten, groeide op in Abilene. Sinds 1962 bevindt zich hier ook de Dwight D. Eisenhower Presidential Library. Na zijn dood in 1969 werd Eisenhower op het terrein van deze presidentiële bibliotheek begraven. Zijn vrouw Mamie is in 1979 naast hem begraven.